# Lochleven Castle
Lochleven Castle is een veertiende-eeuws kasteel op Castle Island in Loch Leven bij Kinross in de Schotse regio Perth and Kinross.
Het was hier dat Maria I van Schotland in 1567, in gevangenschap, afstand deed van de Schotse troon ten gunste van haar minderjarige zoon Jacobus VI van Schotland. Het jaar erop ontsnapte ze en vluchtte naar Engeland.

## Geschiedenis

### Ontstaan
In 1296 viel Eduard I van Engeland Schotland binnen om het veroveren. Dit was het begin van de onafhankelijkheidsoorlogen. De rol van Lochleven Castle in het begin van deze oorlog was onduidelijk. Het zou heel goed kunnen dat een versterking op Castle Island in Loch Leven is gebouwd door de Engelsen. Het eiland lag tenslotte strategisch tussen de Perth, Stirling en Edinburgh.
In 1301 was het kasteel Schots, want de Engelsen belegerden het, totdat het kasteel werd ontzet door Sir John Comyn.
In 1313 was het kasteel zeker in Schotse handen, volgens sommige bronnen dankzij de troepen van William Wallace. Er is opgetekend dat in dat jaar Robert the Bruce het eiland bezocht, net als in 1323.
In 1316 werd John of Lorn gevangen gehouden in Lochleven Castle door Robert the Bruce. Niet alleen gevangenen werden opgesloten in het kasteel, maar in 1329 werd zelfs een deel van de Schotse schatkist in het kasteel bewaard.
In 1329 stierf Robert the Bruce; de Engelsen waagden een nieuwe invasie. In 1334 waren er nog maar vijf versterkingen in handen van de Schotten, namelijk Lochleven Castle, Dumbarton Castle, Kildrummy Castle, Urquhart Castle en Loch Doon Castle. In 1335 werd het kasteel aangevallen door de Engelsen onder Sir John Stirling, de Engelse beheerder van Edinburgh Castle, maar het garnizoen onder leiding van konstabel Alan Vipont wist het kasteel te behouden.

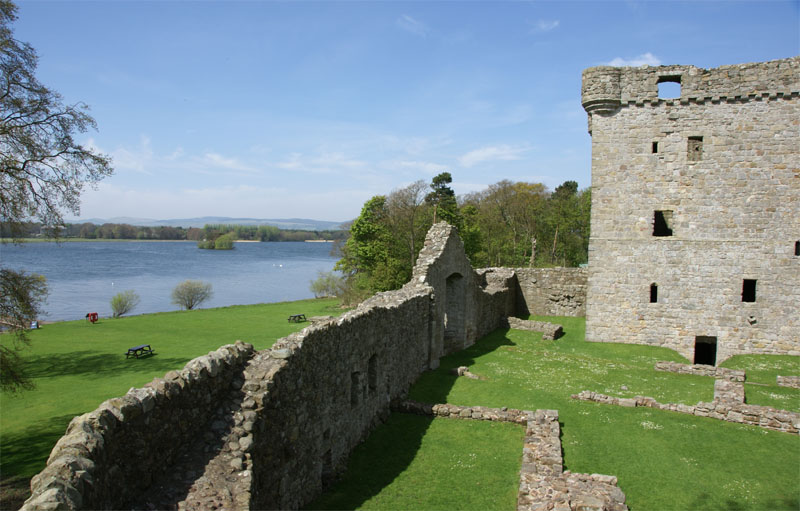
Lochleven Castle (westmuur)

### Koninklijk kasteel
In het grootste deel van de veertiende eeuw was Lochleven Castle een koninklijk kasteel. David II van Schotland bezocht het kasteel zeker in 1361 en 1362. Het kasteel werd goed onderhouden, zo werden er reparaties uitgevoerd in 1359, 1361 en 1368. In 1368-1369 werd Lochleven Castle weer als gevangenis gebruikt, ditmaal voor de neef van David II, Robert Stewart en diens zoon Alexander Stewart, die later bekend werd onder de bijnaam Wolf of Badenoch. Drie jaar later stierf David II en volgde Robert Stewart hem op als Robert II; hij was de eerste Stewart-koning.

### Douglas
In 1390 schonk Robert II van Schotland Lochleven Castle aan Sir Henry Douglas, de man van zijn nicht Marjorie Stewart of Ralston. De Douglases bleven heren van Lochleven tot de zeventiende eeuw.
In 1588 erfde Sir William Douglas het graafschap van Morton en werd de zesde graaf Morton. Vanaf dat moment verbleef hij vaker in Aberdour Castle en Dalkeith Castle. In 1672 werd Loch Leven Castle verkocht aan Sir William Bruce of Balcaskie. Deze bouwde Kinross House op het vasteland tussen 1686 en 1693, uitkijkend op het oude kasteel. In 1939 kwam het kasteel in staatsbeheer.

### Mary, Queen of Scots
Maria I van Schotland bezocht Lochleven Castle vaak gedurende haar regeringsperiode (1542-1567). Zo discussieerde ze in 1563 in de grote hal van het kasteel met John Knox over de vraag of katholieken zouden moeten worden vervolgd of getolereerd. In 1565 dineerde ze met haar tweede man Lord Darnley in Lochleven Castle.
Maria I werd na het verliezen van de Slag van Carberry Hill op 15 juni 1567 door haar halfbroer Lord Moray gevangengezet in Lochleven Castle, in eerste instantie in de Glassin Tower en later op de derde verdieping van de woontoren. Het kasteel was het eigendom van William Douglas, halfbroer van Lord Moray. Diens moeder, Margaret Erskine, bekend als Lady Douglas, woonde er ook, net als zijn broer George Douglas. Verder woonde er een jongen tussen veertien en zestien jaar oud die Willie heette maar ook wel Wee Douglas (kleine Douglas) genoemd werd; hij zou een neef zijn of een natuurlijke zoon van William Douglas.
Tijdens haar gevangenschap kreeg Maria I een miskraam van een tweeling. Ze werd later ernstig ziek. In die toestand werd zij geconfronteerd met Lord Ruthven, Lord Melville en Lord Lindsay die haar de papieren van troonsafstand deden tekenen op 24 juli 1567. Op 22 juli werd Lord Moray regent van Schotland voor haar minderjarige zoon Jacobus VI.
Maria I werd bijgestaan door haar kameniers Jane Kennedy en Marie Courcelles en later Mary Seton. Onder haar trouwe aanhangers die met haar in contact bleven waren Lord Seton, de Hamiltons, Huntly en Argyll. In het kasteel stonden George Douglas en Willie Douglas aan haar kant, waar vooral George ontsnappingsplannen maakte. Lord Moray vertrouwde George op een gegeven moment echter niet meer en verbande hem van het eiland. Hij hield echter via Willie contact. In maart bereidde hij een ontsnapping voor en probeerde Maria I vermomd als wasvrouw van het eiland af te komen; de bootslui herkenden haar echter. De bewaking werd opgevoerd en Willie werd van het eiland afgehaald. George wist echter Lady Douglas ervan te overtuigen dat hij naar Frankrijk ging en dan niet meer voor Willie kon zorgen; Willie mocht naar het kasteel terugkomen.
Op 2 mei 1568 wist Maria I uiteindelijk te ontsnappen met de hulp van Willie Douglas, die voor de boten zorgde. Volgens het verhaal was er een feest en wist Willie de sleutels van de poort van het kasteel te bemachtigen. Deze sleutels zouden later in het meer zijn beland. In 1831 werd er een sleutelbos met acht sleutels in Loch Leven gevonden.
Maria I voegde zich bij haar aanhangers, maar hun leger werd verslagen in de Slag van Langside. Maria I vluchtte via Dundrennan Abbey naar Engeland.

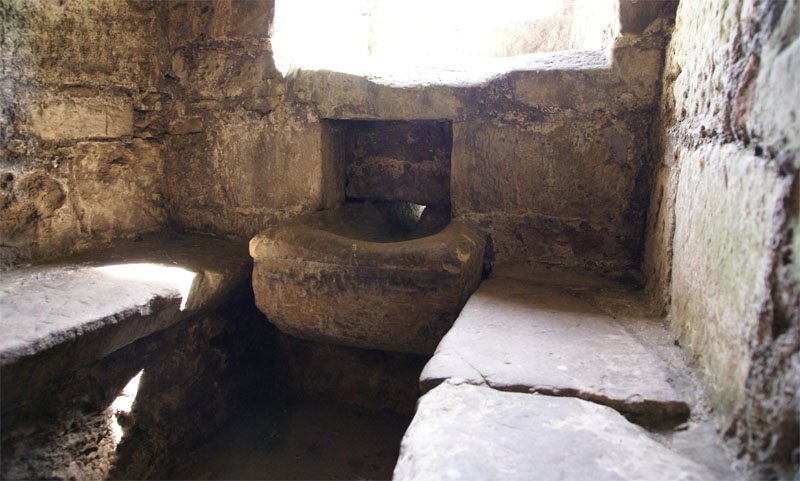
Lochleven Castle: waterafvoer in de keuken

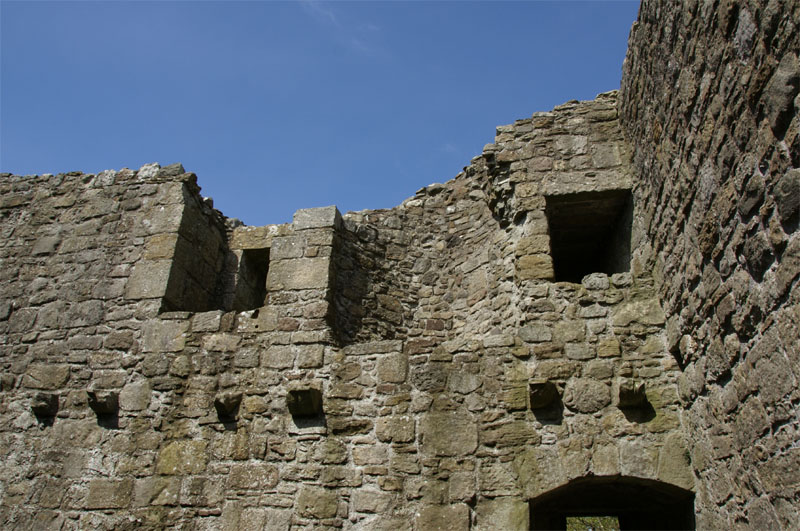
Lochleven Castle: in de woontoren

## Bouw
Lochleven Castle is gebouwd op Castle Island, het op een na grootste eiland in Loch Leven. Vóór 1826, toen het waterpeil van Loch Leven werd verlaagd, was het eiland maar een kwart van de huidige grootte en besloeg het kasteel vrijwel het hele eiland.
Het kasteel bestaat uit een veertiende-eeuwse rechthoekige donjon in de noordwesthoek met bijgebouwen waar omheen een muur staat, waarvan delen zeker rond 1300 zijn gebouwd. De donjon meet 11,2 bij 9,7 meter aan de buitenzijde, en de muren zijn onderaan 2,5 meter dik. De oorspronkelijke ingang zat op de tweede verdieping, bereikbaar via een verwijderbare houten trap. De huidige ingang, via de kelder op de begane grond, is negentiende-eeuws. De eerste verdieping was vermoedelijk in gebruik als keuken. De hogere verdiepingen dienden als grote hal en als privévertrekken van de heer en vrouwe van Lochleven.
Aan de zuidzijde, tegen de woontoren aan, staan een hal en een keuken met oven en haard. Enkel fundamenten zijn bewaard gebleven. In het midden van de zestiende eeuw zijn twee torens bijgebouwd in de ringmuur, waarvan enkel de Glassin Tower in de zuidoostelijke hoek nog te zien is. De kelder diende als waterreservoir, getuige een aan- en afvoer. Erboven bevonden zich drie kamers. Aan de noordzijde hebben ook een aantal gebouwen gestaan, maar het is niet bekend welke of wanneer deze in gebruik waren.

## Beheer
Lochleven Castle wordt sinds 1939 beheerd door Historic Environment Scotland, die eveneens zorgt voor de bootverbinding naar het eiland.